# Праксија (Сучава)
Праксија (рум. Praxia) насеље је у Румунији у округу Сучава у општини Фантана Маре. Oпштина се налази на надморској висини од 335 m.

## Становништво
Према подацима из 2002. године у насељу је живело 191 становника, од којих су сви румунске националности.